# Billy-Hayden
Billy-Hayden (Birmingham, circa 1840 – Londra, circa 1905) è stato un circense inglese.

## Biografia

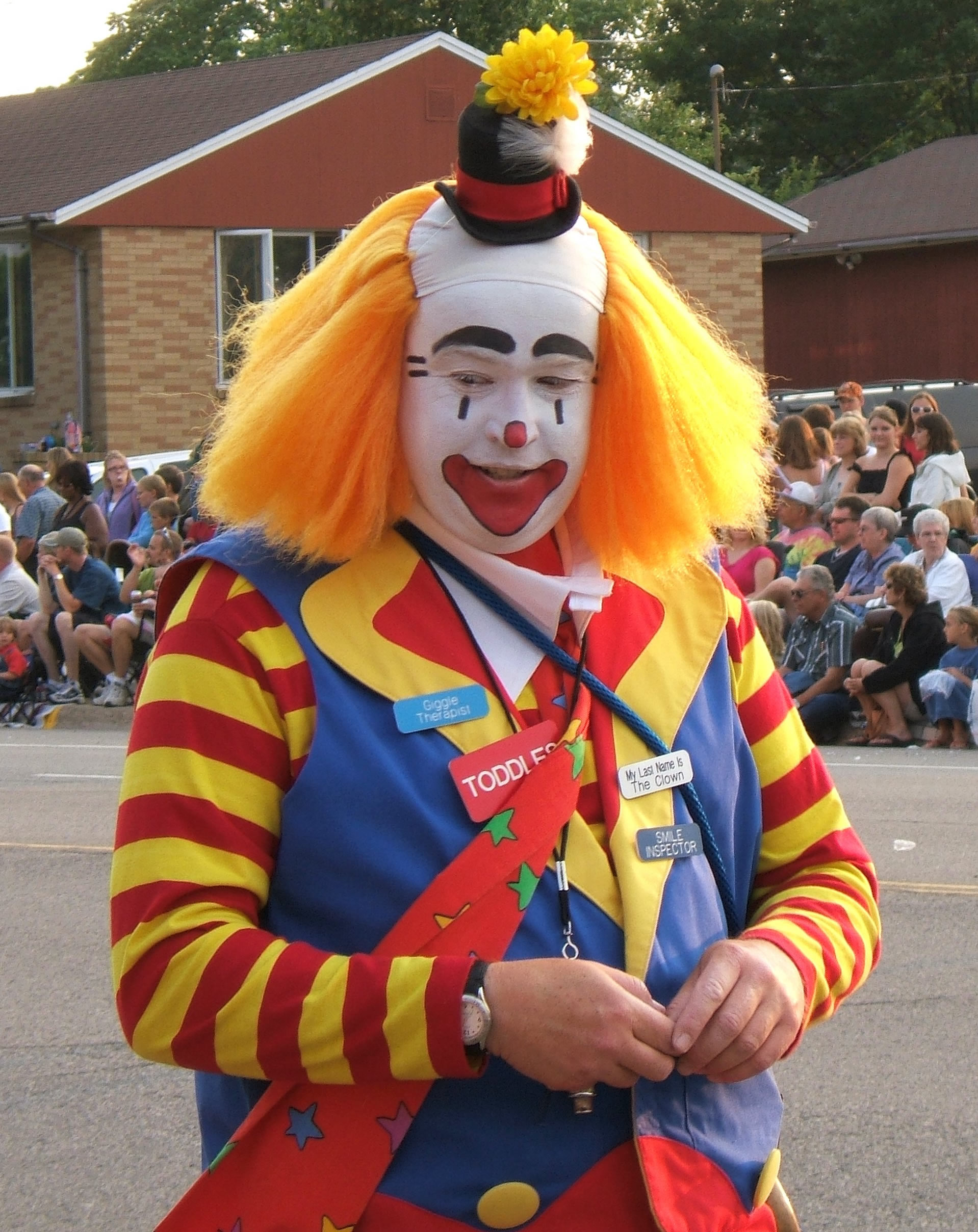
Un pagliaccio

Billy-Hayden nacque a Birmingham e morì, soffrendo di problemi gravi alla vista ed economici, in un ospizio di Londra, dove fu ricoverato grazie all'aiuto di un giornalista che era stato un suo piccolo fans molti anni prima.
La sua vocazione circense nacque già durante la sua prima infanzia, quando assieme al padre, assistette allo spettacolo di un acrobata.
Dopo aver studiato al ginnasio e imparato a suonare gli strumenti musicali, quali il banjo, e lavorato come dipendente dell'azienda del gas di Birmingham, diventò un circense assieme ad un altro operaio della stessa fabbrica, e si dedicò allo spettacolo nel ruolo di clown, uno dei più famosi del suo tempo.
Si distinse durante la sua carriera circense per aver inventato le scarpe giganti e originali, intonate ad una larga casacca crema e a corti calzoni celestini, per aver avuto l'idea di asciugarsi la faccia, per essere stato il primo clown a parlare, per aver pronunciato la celebre frase «musique maestro».
L'infarinatura del viso conferiva alla sua maschera finezza e spiritualità.
Non amava le acrobazie, non compatibili con la sua flemma britannica.
Suoi "augusti" furono abitualmente un maialino, alcune oche e un asino.
Ottenne successi e consensi all'Ippodromo e al Circo di Parigi, oltre che a Londra, e in tanti altri paesi europei.